# Slump (geologia)

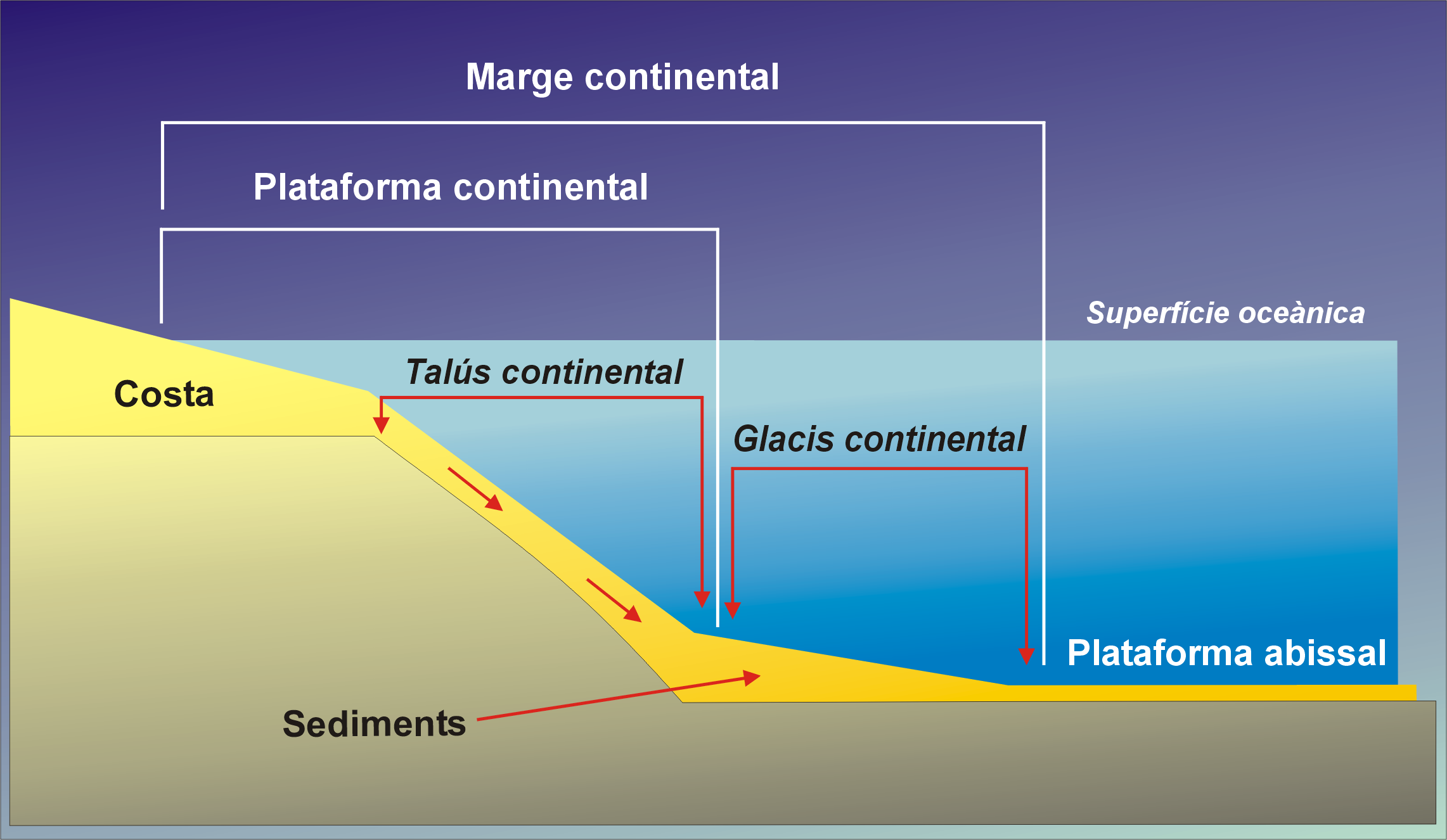
L'slump és un tipus de moviment sedimentari que ocorre a la part basal del glacis continental.

Un slump és una formació geològica resultant de l'enfonsament de massa lateral de sediments no consolidats (del verb anglès to slump: esllavissar, assentar, aclofar, assolar...).
El fenomen (slumping) es produeix quan els sediments submarins encara estan saturats d'aigua llisquen lateralment sota l'efecte de la gravetat. El desnivell del talús (uns graus poden ser suficients per generar-lo) i l'acumulació de sediments són els factors generadors. De vegades s'ha observat un vincle amb els terratrèmols. També hom sospita del paper dels hidrats de gas atrapats als sediments, l'equilibri químic dels quals es desplaçaria durant una caiguda de pressió (és a dir, una baixada del nivell de l'aigua) o un augment de la temperatura, produint una separació que desestabilitza la capa. Qualsevol tipus de sediment se'n pot veure afectat.
Riu amunt, la capa s'esquinça deixant una escarpa (a vegades atenuada per l'erosió posterior). Avall s'observa una intensa deformació de la capa flàccida, amb la creació de plecs intraformacionals o bretxes,.

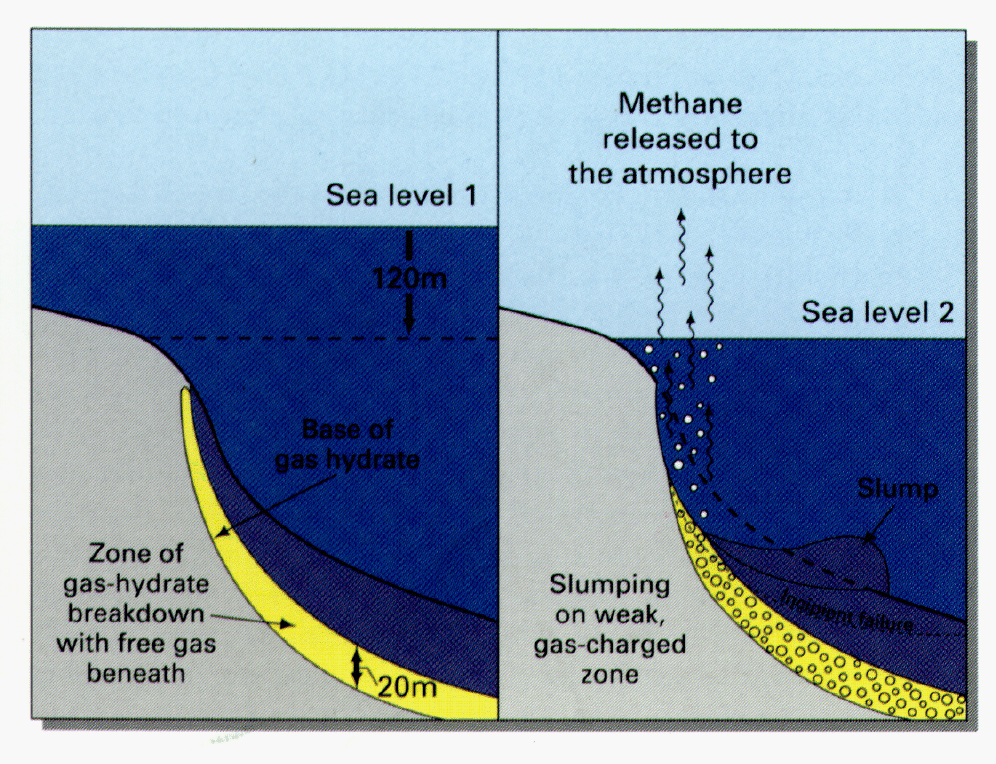
Influència de la desgasificació en els moviments de sediments marins.

L'enfonsament forma part de la família dels moviments del sòl sedimentari, que es poden classificar segons la importància relativa que tenen la gravetat i la fluïdització —classificació correlacionada amb una distància de transport creixent—:
- Esllavissada o allau (sense fluïdització, transport feble);
- Slide o lliscament;
- Slump o enfonsament;
- Flux de deixalles;
- Fosa de gra;
- Colada fluïditzada (paper insignificant de la gravetat, alt transport).

Es distingeix així tant de les esllavissades com de les colades de fang o les colades de runes o gra, en el sentit que el sediment manté una bona cohesió i que els estrats no tenen una estructura interna visible.

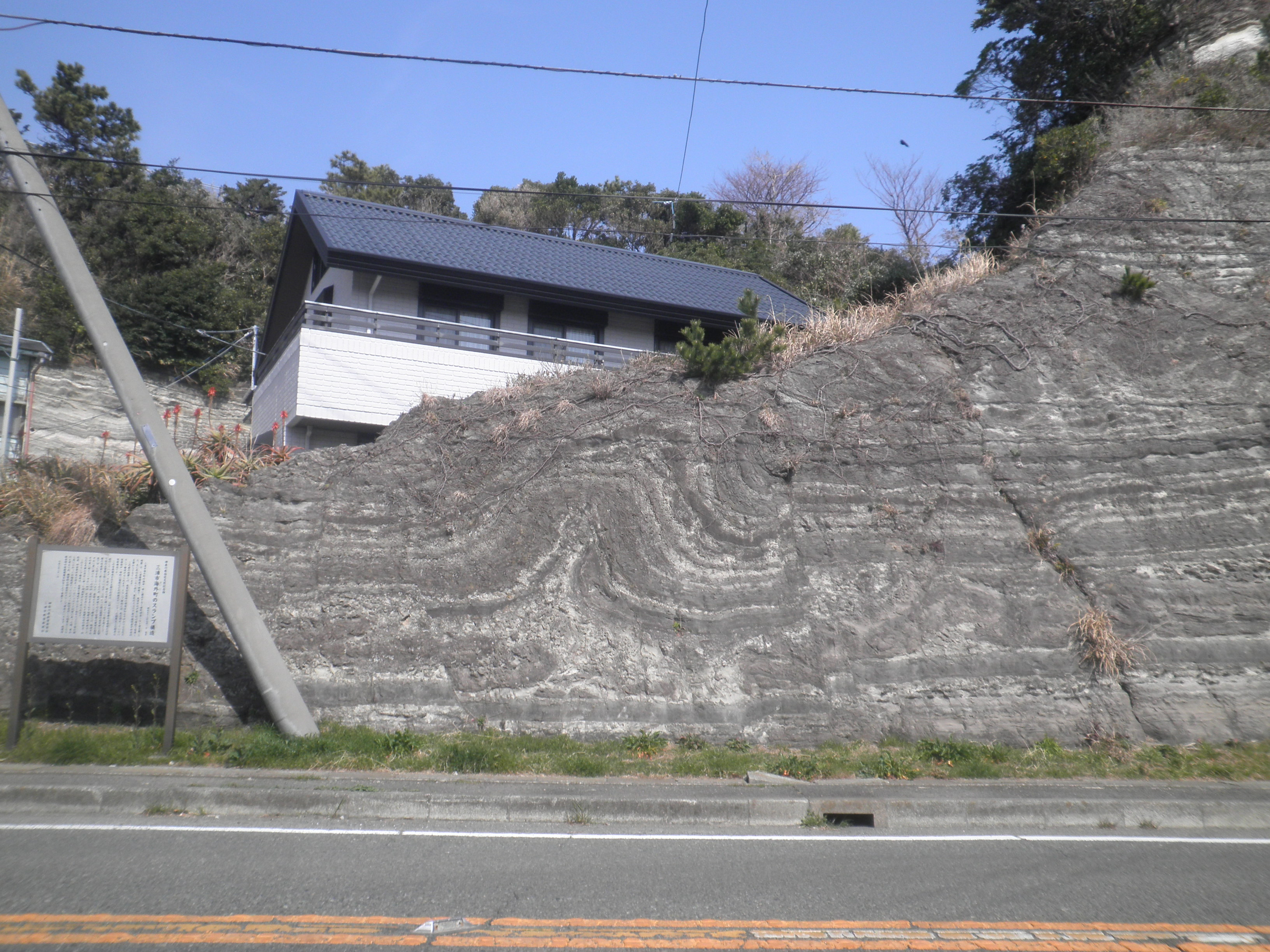
Deformacions d'estrats atribuïbles a Slump. Misaki-Miura, Japó. 2013.
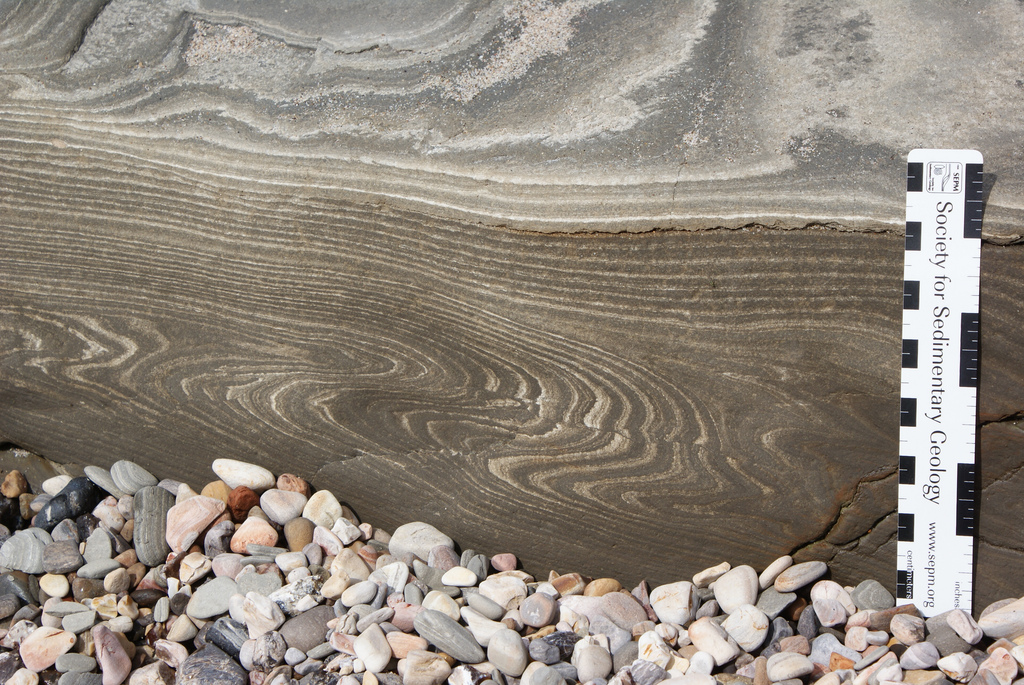
Plegament d'Slum. Califòrnia. 2010
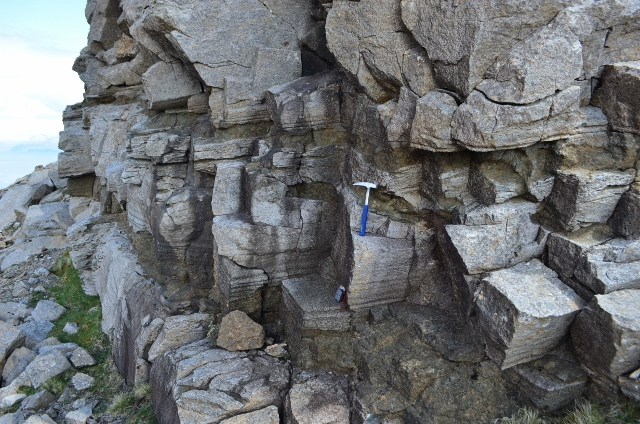
Estrats horitzontals d'Slump sense plegs. Actual penya-segat de l'illa de Rùm, Na h-Eileanan Beaga. Escòcia. 2012.